# Joseph Lejas varuhus

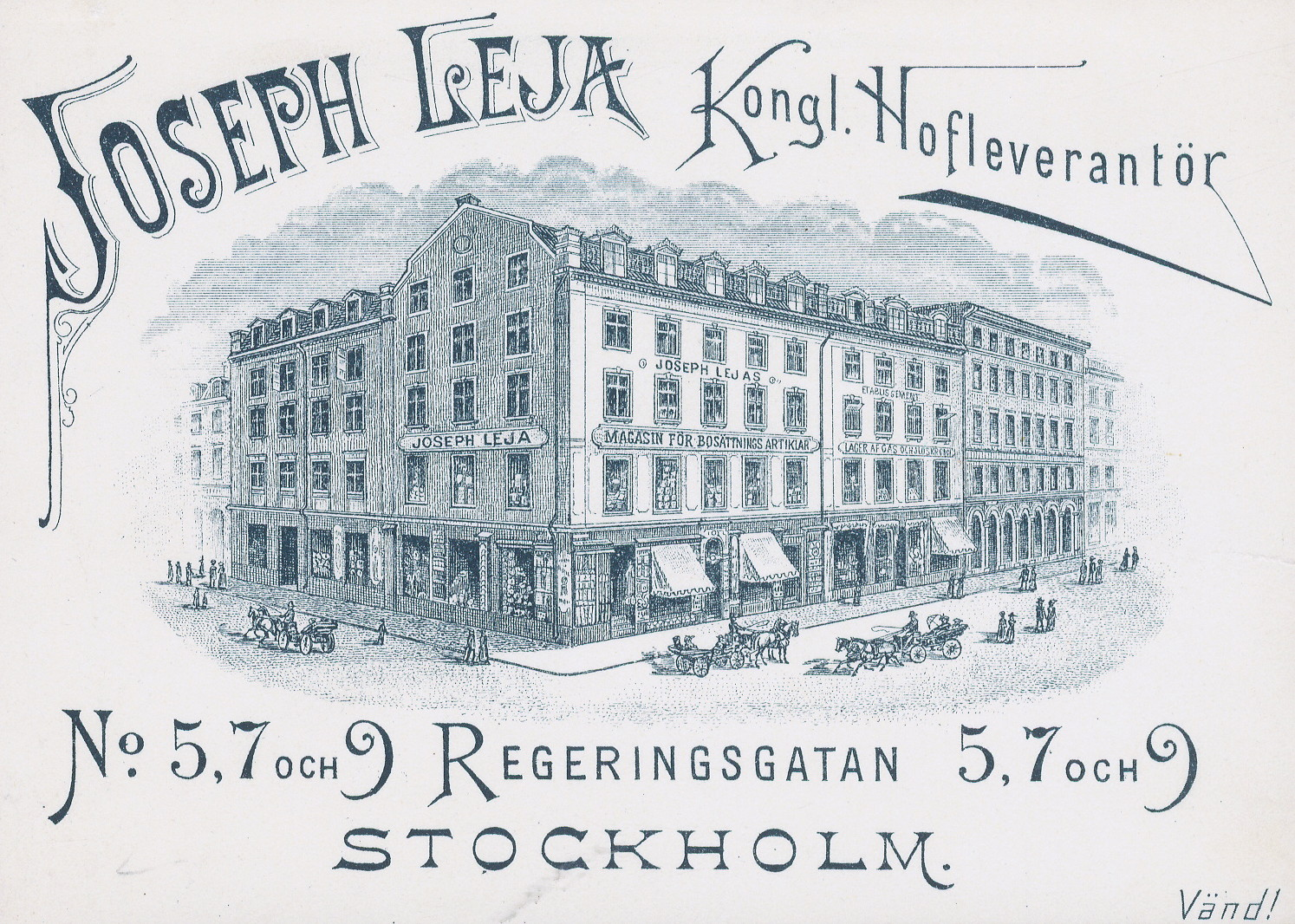
Lejas varumagasin, annons år 1900.

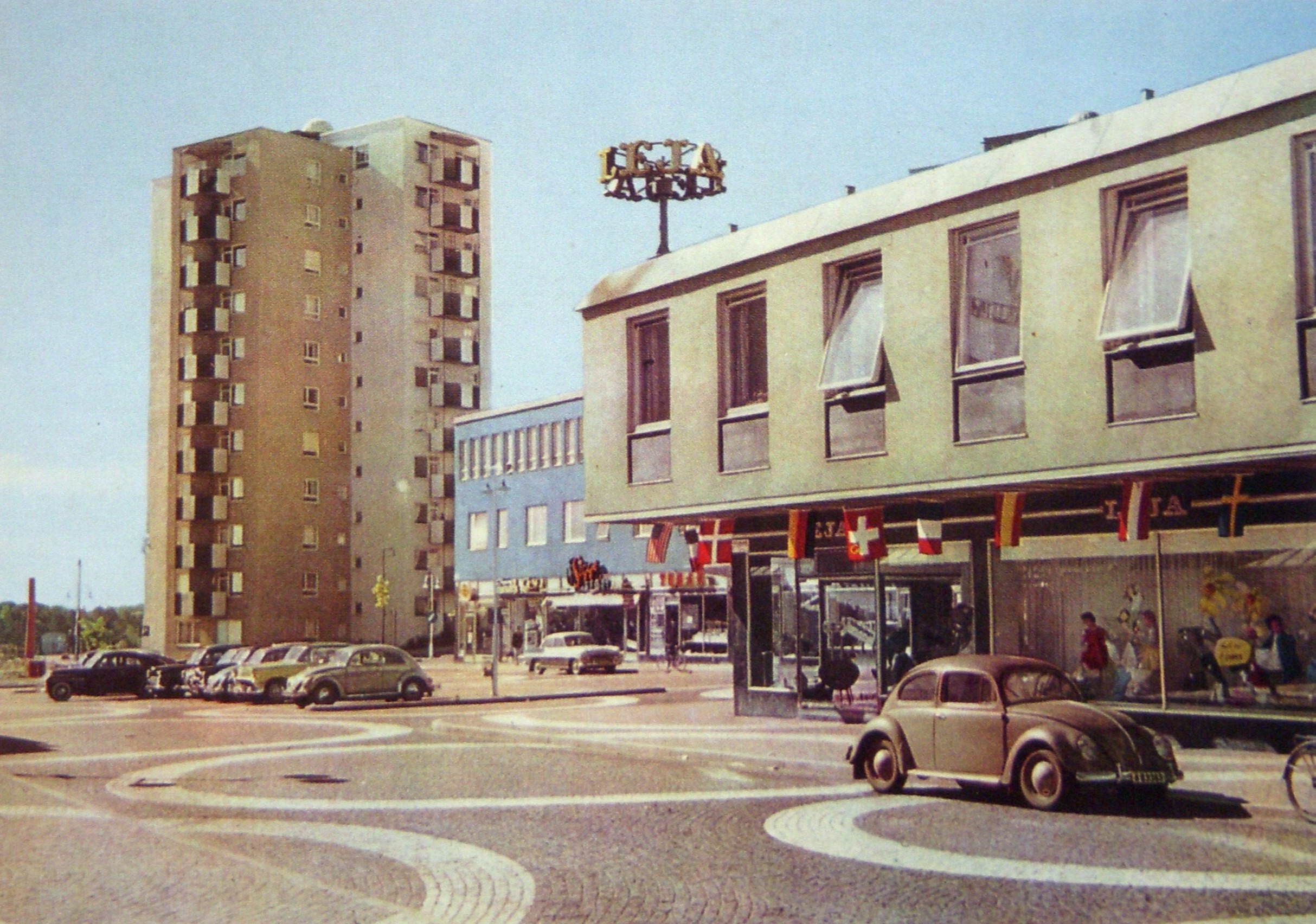
Vällingby Centrum på 1950-talet, med Leja-affär och -reklamskylt samt en Volkswagen Typ 1

Joseph Leja (även Lejas magasin, senare Leja & Sachs) var ett detaljhandelsföretag som hade sina lokaler i kvarteret Sankt Per, hörnhuset Regeringsgatan 5–7 / Jacobsgatan 10 på Norrmalm i Stockholm. Rörelsen grundades 1852 av Joseph Leja. Genom hopslagning av Joseph Leja och K.M. Lundberg bildades 1902 varuhuset Nordiska kompaniet.

## Historik

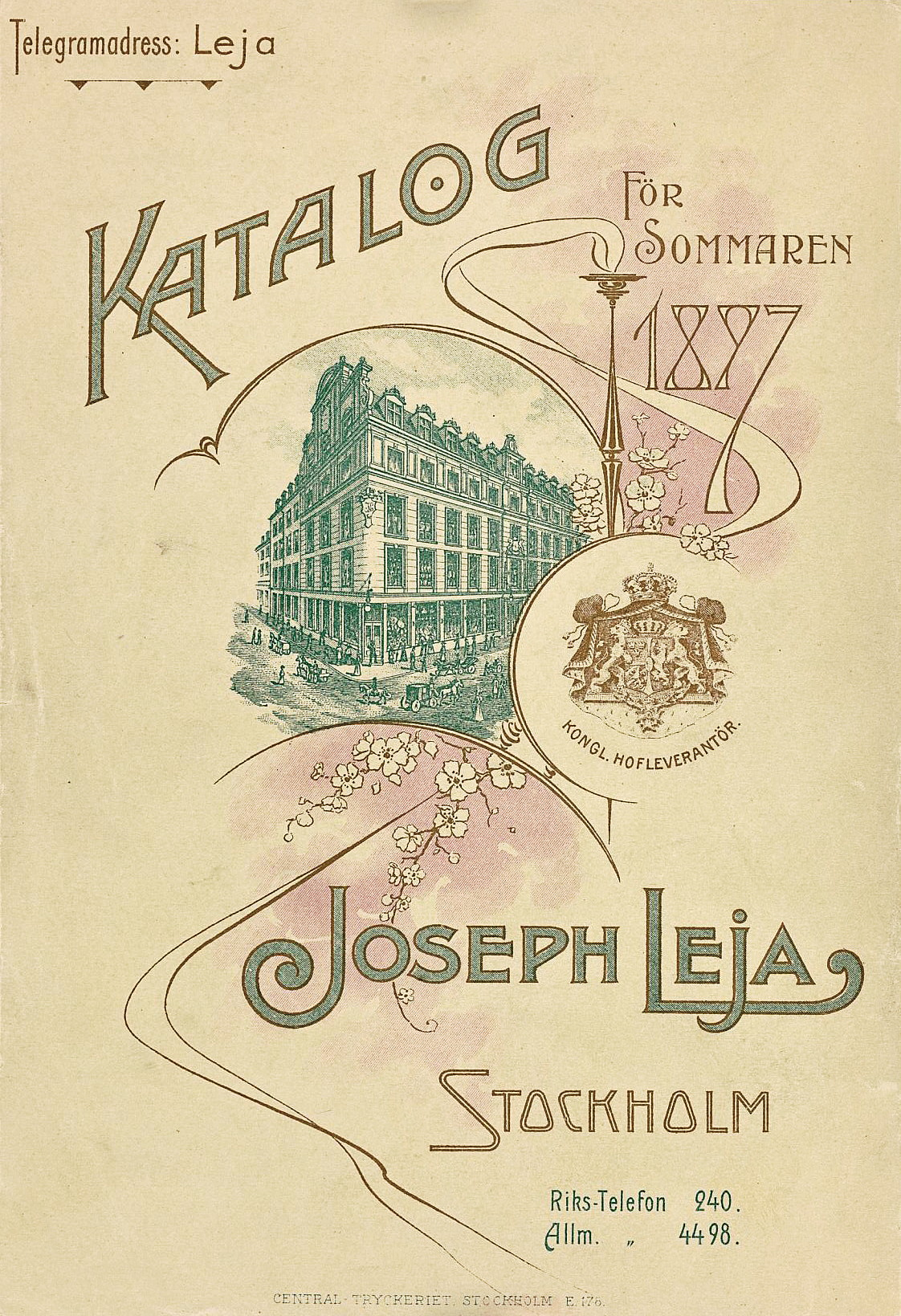
Sommarkatalog 1897.

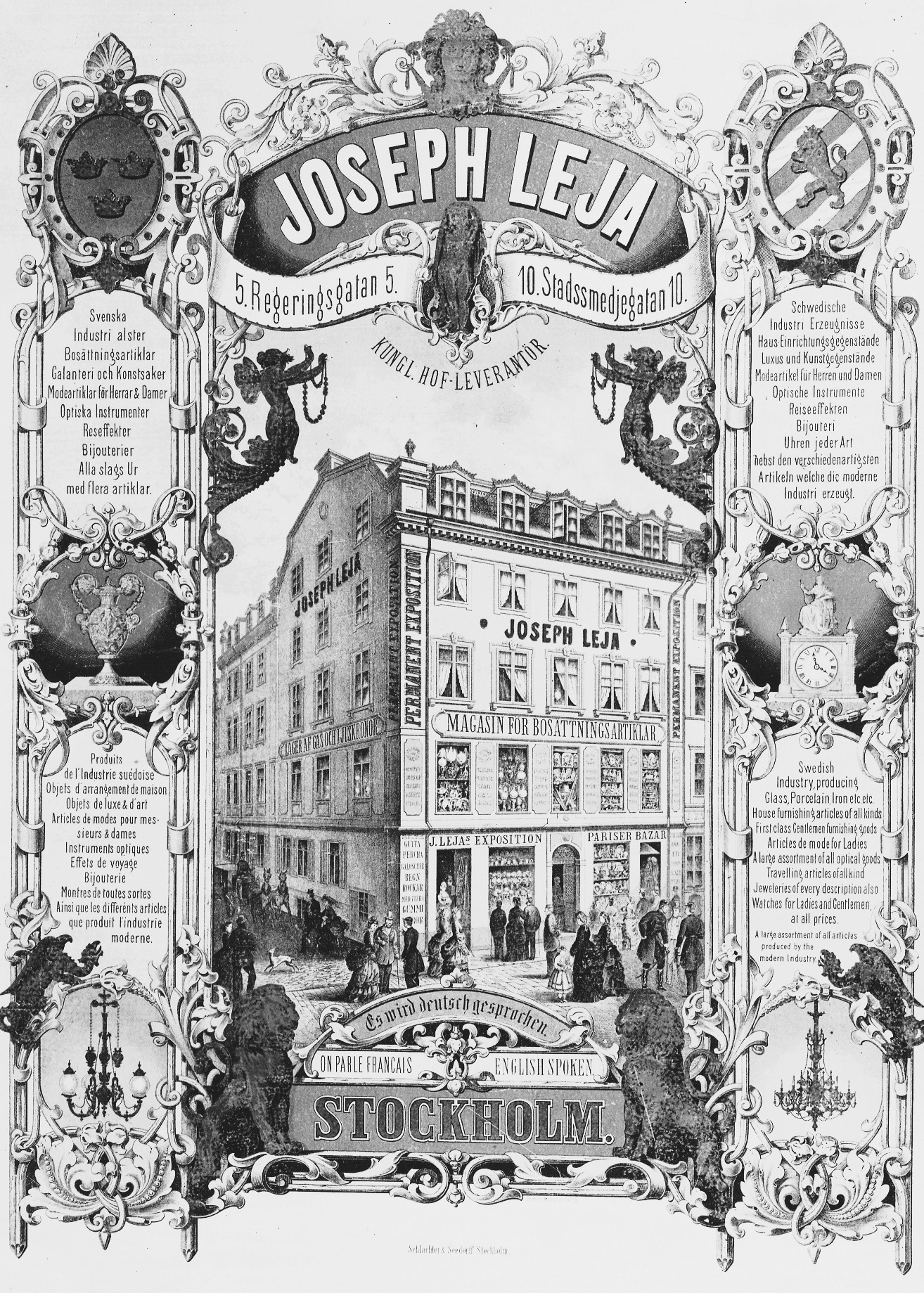
Lejas varumagasin, annons 1870-tal.

Joseph Lejas far, den tyskfödde Benjamin Leja, öppnade redan 1826 en butikslokal för galanterivaror (korta varor av finare och elegantare slag) i Norrbrobasaren vid Gustaf Adolfs torg. Efter 1850 kunde han utvidga sitt sortiment betydligt och verksamheten kom att bli ett av Stockholms första varuhus.
Sonen, Joseph Leja, kom 1840 till Stockholm och var präglad av faderns varuhusrörelse. Han öppnade ett eget varuhus eller varumagasin, som det hette, vilket invigdes 1852 i hörnhuset Jacobsgatan / Regeringsgatan i det numera försvunna kvarteret Sankt Pehr (eller Sankt Per). Hans affär skulle bli betydligt mera framgångsrik än faderns och fick kalla sig Kunglig Hovleverantör. 
Försäljning och en permanent utställning låg i bottenvåningen och övervåningen. På fasaden skyltade Leja med ”Magasin för bosättningsartiklar” och ”Lager af gas- och ljuskronor”. Avdelningen ”Pariserbazar” sålde leksaker och galanterivaror samt korta varor bland vilka kunde finnas sådana märkliga blandningar som valfiskben, artificiella tänder, sadlar, teatersmink och galoscher. Tidningsannonser avfattades på fyra språk: svenska, tyska, franska och engelska.
Efter Lejas död 1863 testamenterades verksamheten till Lejas närmaste medarbetare, Simon Sachs, under förutsättning att denne gifte sig med Lejas dotter Lea Mathilda. Under Simon Sachs och senare sonen Josef Sachs samt brorsonen Felix Sachs utvecklades varuhuset till ett av de största företagen inom detaljhandeln i Stockholm. 1893 togs firman, då kallad Leja & Sachs, över av Josef Sachs och hans tio år äldre svärson Arthur Thiel (bror till Ernest Thiel). 
Deras avsikt var att skapa det första svenska renodlade varuhuset efter europeisk förebild. Man var först i Sverige med att utge en rikt illustrerad varukatalog. 1887 utkom den första Joseph Lejas ”Katalog för sommaren”, vars omslag var jugendinspirerat och pryddes av varuhusets fasad samt  märket ”Kongl. Hofleverantör”. 1895 lät han bygga om och modernisera fastigheten Sankt Pehr 10 och 11 efter ritningar av arkitekt Gustaf Lindgren. Thiel utträdde redan 1895 för att bli kommissarie vid Stockholmsutställningen 1897. 
Kring sekelskiftet 1900 hade Lejas cirka 150 anställda och en årsomsättning på knappt en miljon kronor. Då hade även grannlokalen, Regeringsgatan 9, blivit en del av varuhuset. En samtida tidningsartikel om Hufvudstadens affärsvärld beskrev ”etablissementet” som en av Stockholms sevärdheter. Tidningen lovordade den ”eleganta fönsterskyltningen” och ”konsten att med smak och praktisk blick ordna sin reklam” samt de årligen utsända katalogerna.

## Bilder

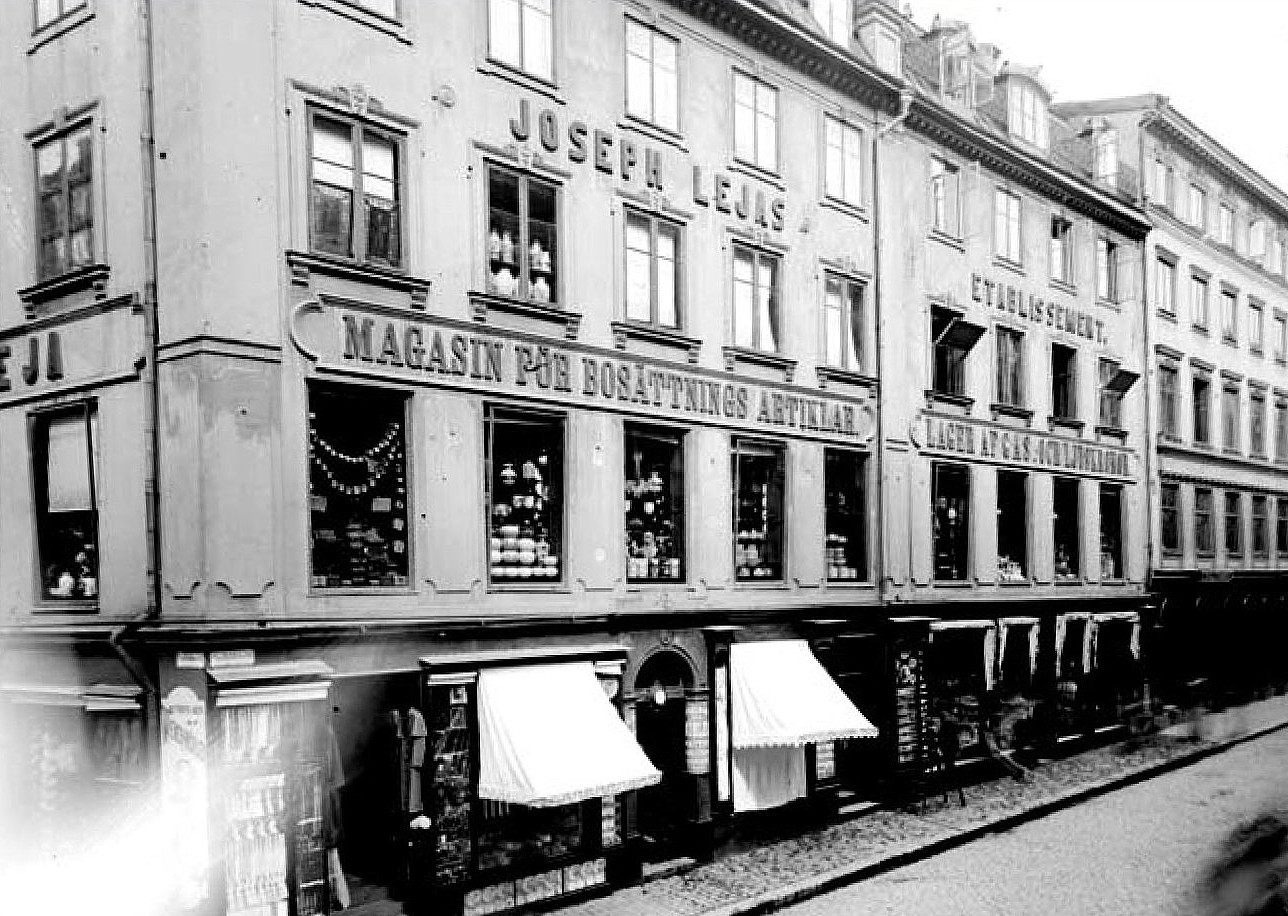
Varuhuset Regeringsgatan / Jacobsgatan.
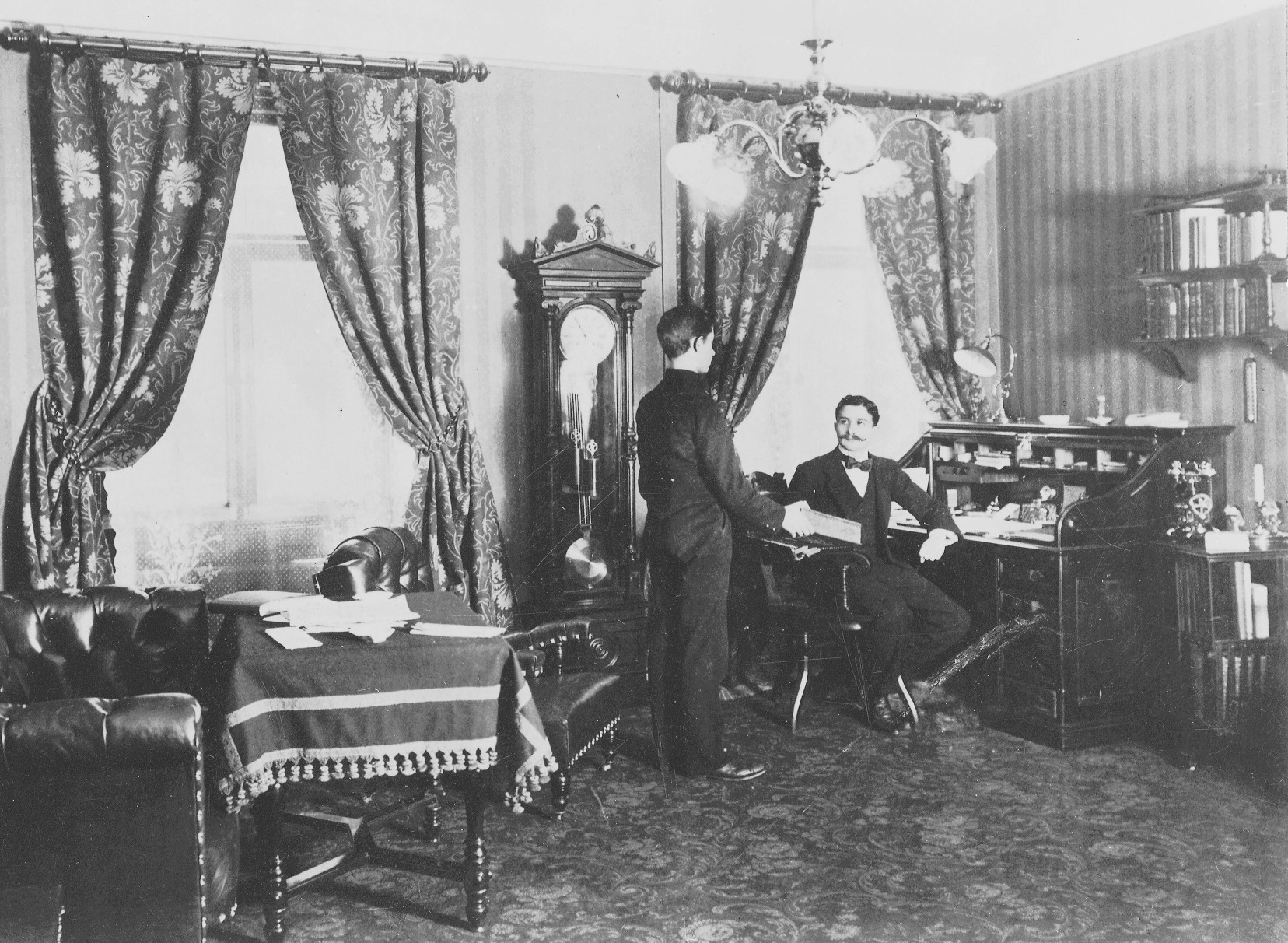
Joseph Sachs på Josef Lejas kontor.
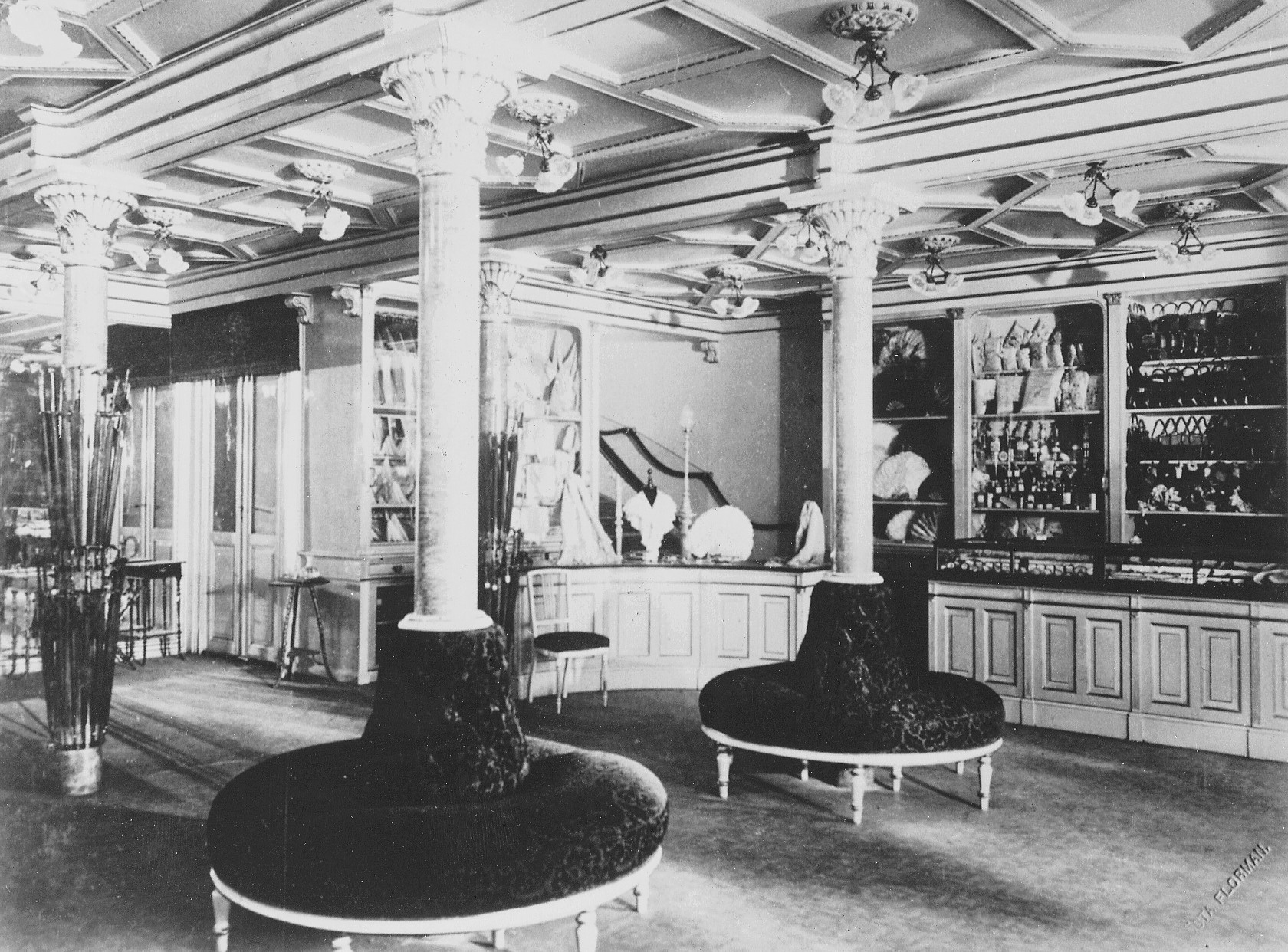
Avdelningen för modevaror.
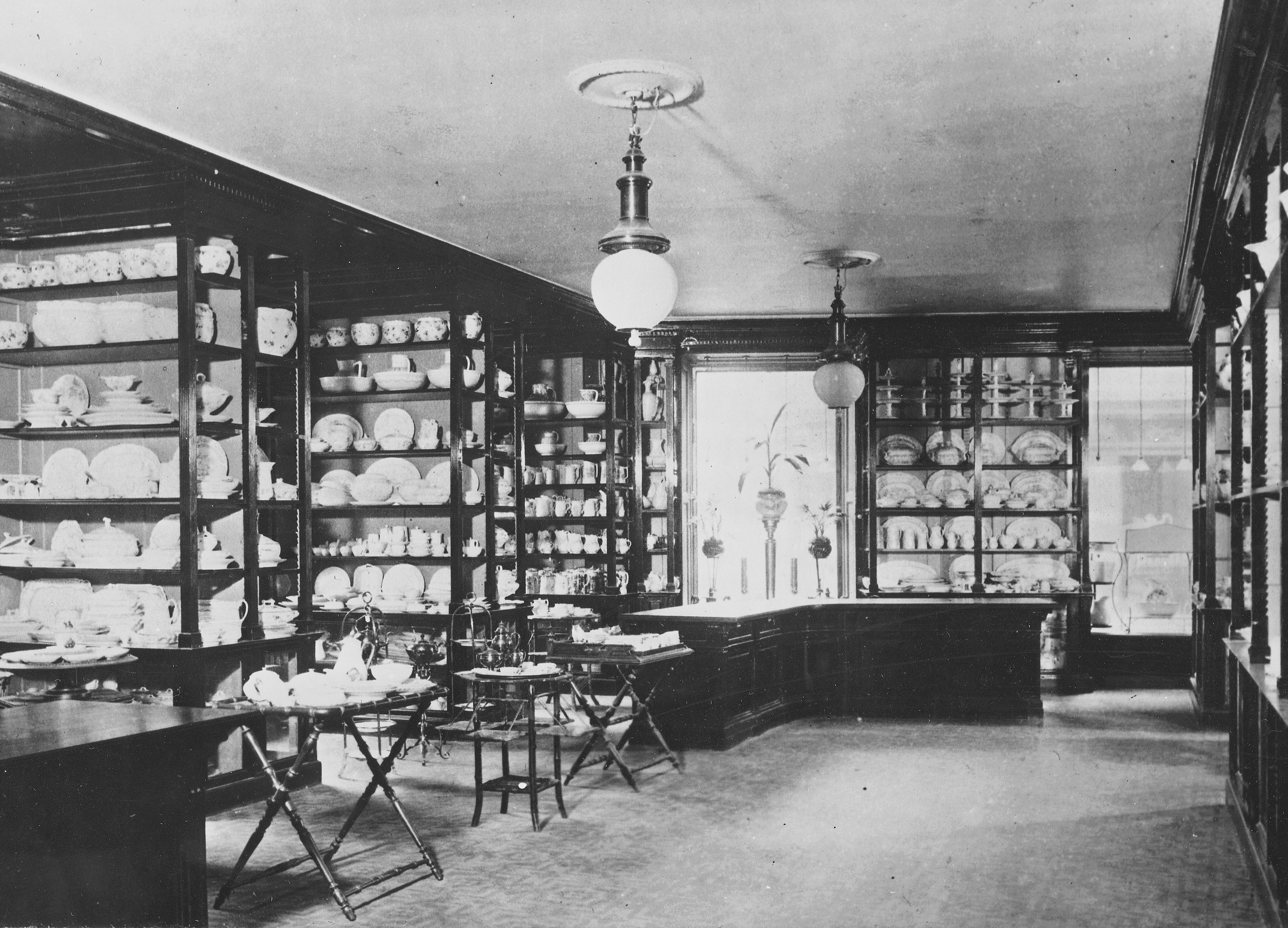
Porslinsavdelningen.
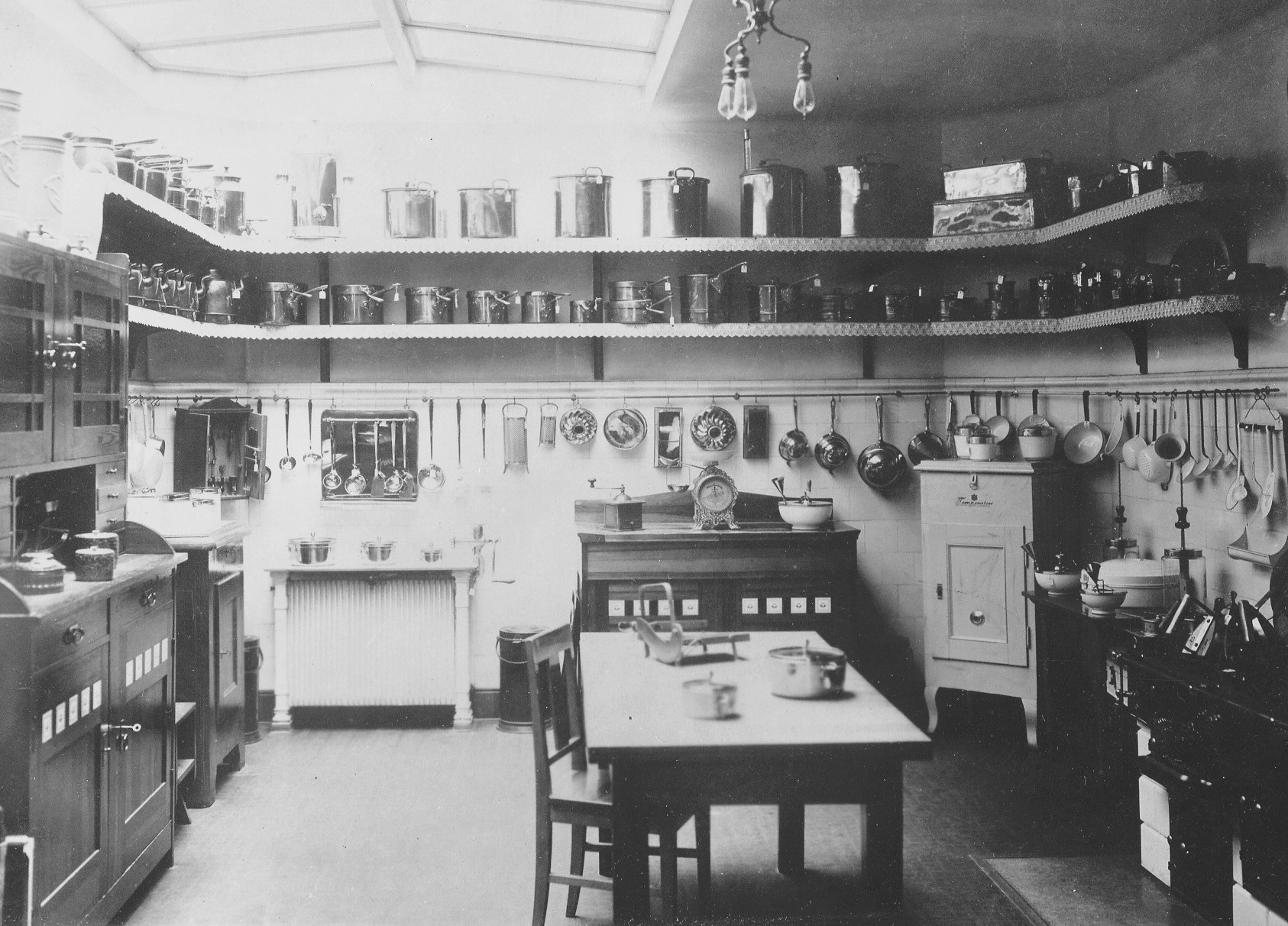
Avdelning för köksutensilier.

## Sammanslagning med konkurrenten
Det fanns andra aktörer i samma bransch i Stockholm, såsom PUB, Meeths och MEA. Störst var dock K.M. Lundbergs varuhus vid Stureplan som hade 400 anställda och en årsomsättning på två miljoner kronor. Samtliga hade lite olika huvudinriktningar och inte den varubredd som eftersträvades av Sachs. 
En sammanslagning av Joseph Leja med K.M. Lundberg skulle ge denna bredd, fann Sachs. Så skedde 1902 och av de båda konkurrenterna bildades AB Nordiska Kompaniet (kort NK). Samtidigt drog Felix Sachs sig tillbaka. År 1915 flyttades NK:s verksamhet in i en gemensam byggnad, som Sachs lät uppföra vid Hamngatan 18-20, ritad av Ferdinand Boberg och som ännu inrymmer NK. Boberg stod även som arkitekt för NK:s kontorshus som restes 1919 på platsen för Joseph Lejas varuhus. Denna ståtliga byggnad med fasader i granit och terrasitputs, som upptog kvarteret Sankt Pers södra del var Bobergs sista arkitektarbete innan han begav sig med hustrun Anna på en tioårig resa Sverige runt.
Regeringsgatan 9 ersattes 1909 av Felix Sachs hus. Både det och Bobergs Regeringsgatan 5–7 försvann 197270 i samband med Norrmalmsregleringen. På platsen ligger idag Gallerians sydöstra hörn (se fastigheten Trollhättan 31).